# Profumo di Violetta
Profumo di Violetta is het vijfde studioalbum dat Gianluigi Trovesi opnam voor het Duitse ECM Records. Het bevat muziek waar muzikale puristen van gruwen. Klassieke muziek wordt gemengd met jazz en zodanig bewerkt dat het geschikt is voor uitvoering van in dit geval een solist begeleid door harmonieorkest. Het is tegelijkertijd een hommage aan diezelfde (harmonie)orkesten die al eeuwenlang bewerkingen van Italiaanse klassieke muziek uitvoeren in tuinen, op pleinen en andere gelegenheden in dorpen en dorpjes. Uiteraard ligt de standaard hoog want er worden dan beroemde werken gespeeld van beroemde Italiaanse componisten als Verdi, Rossini en Mascagni.
Werken van die componisten zijn dan ook terug te vinden op de compact disc en worden afgewisseld met composities van Trovesi zelf. Bij beluistering valt echter op, dat het bij goede muziek geen verschil maakt hoe het gespeeld wordt, de overgangen tussen de bewerkte klassieke muziek en de jazzmuziek is onopvallend. Enig werk dat uit de toon valt is een bewerking met toepassing van een elektrische gitaar. Het album werd opgenomen in Teatro Serassi in Bergamo

## Musici
- Gianluigi Trovesi – es-klarinet, altklarinet, altsaxofoon
- Marco Remondini – cello, elektronica
- Stefano Bertoli – slagwerk, percussie
- Filharmonica Mousiké o.l.v. Savino Acquaviva.

## Composities
1. Alba (GT) (1:31)
2. Toccata uit L'Orfeo van Claudio Monteverdi (1:49)
3. Musa (GT) (1:36)
4. Euridice (GT)(3:27)
5. Ninfe avernali (GT)(2:33)
6. Ritornello uit L’Orfeo van Monteverdi (0:53)
7. Frammenti orfici (GT)(3:47)
8. Intrecciar Ciaccone (GT en Maurizio Cazzati)(3 :30)
9. Put ti miro uit L'Incoronazione di Poppea van Monteverdi (4:15)
10. Stizzoso, mio stizzoso uit La Serva Padrona van Giovanni Battista Pergolesi(1 :40)
11. Vespone (GT)(3 :46)
12. Profuma di Violetta deel 1 (GT)(1 :35)
13. Ah, fors’é lui che l’anima uit La traviata van Giuseppe Verdi (2 :19)
14. Profumi di Violetta deel 2 (GT)(2 :35)
15. Violetta a le altre (Remondini)
16. E Piquillo, un bei gagliardo uit La Traviata van Verdi (0:42)
17. Salterellando (GT)(1 :03)
18. Antico saltarello (Anoniem)(0 :32)
19. Saltarello amoroso (GT)(4:04)
20. Largo al factotum uit Il barbiere di Siviglia van Gioacchino Rossini (2 :58)(met de elektrische gitaar)
21. Aspettando compar Alfio (Rodolfo Matulich/GT)(5 :03)
22. Il Cavallo scalpita uit Cavalleria Rusticana van Pietro Mascagni (0:59)
23. Cosi, Tosca uit Tosca van Giacomo Puccini (8:52)